# Park Sung-baek
Park Sung-baek (nome original em coreano:  박 성백; Seul, 27 de fevereiro de 1985) é um ciclista olímpico sul-coreano. Sung-baek representou a sua nação durante os Jogos Olímpicos de Verão de 2012 na prova de corrida em estrada, mas não conseguiu terminar.